# 上护镇
上护镇，是中华人民共和国广东省汕尾市陆河县下辖的一个乡镇级行政单位。

## 行政区划
上护镇下辖以下地区：
上护社区、富溪村、护东村、护北村、大各村、护二村、护南村、护径村、鸡坑村、樟河村、苏坑村、洋岭村、径二村和径头村。